# Булоњ (Вандеја)
Булоњ (фр. Boulogne) је насељено место у Француској у региону Лоара, у департману Вандеја.
По подацима из 2011. године у општини је живело 783 становника, а густина насељености је износила 64,02 становника/km².

## Демографија
| 1962. | 1968. | 1975. | 1982. | 1990. | 1999. | 2011. |
| ----- | ----- | ----- | ----- | ----- | ----- | ----- |
| 496   | 446   | 424   | 437   | 523   | 547   | 783   |